# Unterzwerg
Unterzwerge (abgekürzt sd von englisch subdwarf) sind Sterne der Leuchtkraftklasse VI. Sie sind deutlich lichtschwächer als „normale“ Hauptreihensterne gleicher Oberflächentemperatur und liegen daher im Hertzsprung-Russell-Diagramm 1,5 bis 2 Magnituden unterhalb der Zwergsterne der Hauptreihe (daher der Name). Sie haben einen geringeren Radius und eine höhere Oberflächentemperatur als gewöhnliche Sterne vergleichbarer Masse.
Der Begriff Unterzwerg wurde 1939 von Gerard Peter Kuiper geprägt, welcher damit eine Reihe von Sternen beschrieb, die zuvor als „intermediäre Weiße Zwerge“ angesehen wurden.
Man unterscheidet die beiden Klassen kühle und heiße Unterzwerge, deren Mitglieder sich in völlig verschiedenen Entwicklungsstadien befinden.

## Kühle Unterzwerge
Kühle Unterzwerge sind im Allgemeinen sehr alte Population-II-Sterne, welche überwiegend zum galaktischen Halo der Milchstraße gehören und hohe Geschwindigkeiten relativ zur Sonne haben. Sie sind außerdem relativ metallarm und befinden sich in der Phase des stabilen Wasserstoffbrennens.
Sie haben eine Oberflächentemperatur von etwa 2000 bis 6000 K – entsprechend werden sie in die Spektralklassen (sd)M bis (sd)G eingeteilt.

## Heiße oder blaue Unterzwerge
Heiße oder blaue Unterzwerge sind heliumbrennende Sterne, die nur eine sehr dünne Wasserstoffhülle besitzen. Normalerweise fusioniert ein Stern im Roten-Riesen-Stadium Helium unter einer massereichen Wasserstoffschale. Heiße Unterzwerge sind nach derzeitigem Forschungsstand die Kerne solcher Sterne, die ihre wasserstoffreiche Hülle fast vollständig verloren haben. Die Massen der heißen Unterzwerge liegen mit einer geringen Streuung bei etwa 0,5 Sonnenmassen, und sie verfügen über Radien von einigen Zehnteln der Sonne. Dies ist ein starker Gegensatz zu den Riesensternen, welche sich in einer ähnlichen Phase der Sternentwicklung befinden. Sie haben durch das Heliumbrennen eine sehr hohe Oberflächentemperatur: Hauptreihensterne mit ähnlich hoher Oberflächentemperatur (Spektralklassen O und B) haben mehrere Sonnenmassen.
Heiße oder blaue Unterzwerge sind an ihrer Oberfläche heißer als 10.000 K – entsprechend haben sie Spektralklassen im Bereich von (sd)B bis (sd)O.